# یودسانان سور نانتاچای
یودسانان سور نانتاچای (انگلیسی: Yodsanan Sor Nanthachai؛ زادهٔ ۱۷ اوت ۱۹۷۴) ورزشکار هنرهای رزمی ترکیبی و بوکسور اهل تایلند است.